# Ernst Kühlbrandt (Schriftsteller)
Ernst Kühlbrandt (* 10. Mai 1857 in Kronstadt, Großfürstentum Siebenbürgen; † 3. September 1933 ebenda) war ein siebenbürgischer Schriftsteller. 

## Leben
Kühlbrandt besuchte die Realschule in Kronstadt und Hermannstadt und ab 1874 das Polytechnikum in Graz. Er absolvierte den Militärdienst und machte ab 1876 in Stuttgart und Wien eine Ausbildung als Zeichenlehrer, die er 1880 abschloss. Ab 1883 war er als Mittel- und Gewerbeschullehrer tätig und unterrichtete künstlerisches und geometrisches Zeichnen. Unter anderem gehörte Margarete Depner dort zu seinen Schülern. Später wurde er zum Direktor der Städtischen Gewerbeschule in Kronstadt berufen. Er war der Vater des Pferdemalers Ernst Kühlbrandt.

## Wirken
Kühlbrandt verfasste zahlreiche lyrische Werke, insbesondere Sprüche und Lehrgedichte. Sie wurden vor allem in der von Adolf Meschendörfer herausgegebenen Zeitschrift „Die Karpathen“ (Halbmonatsschrift für Kultur und Leben) publiziert. Darüber hinaus verfasste er auch Leitartikel, Gedichte und Feuilletons für das „Kronstädter Tageblatt“.

## Werke
- Junggesellen (Schwank in 3 Akten), 1877
- Die Rosenauer Burg, gem. mit J. Groß, 1896
- Abstecher von einer Studienreise, 1896
- Das sächs. Burzenland, gem. mit K. Herfurth, 1898
- Geständnisse und Erkenntnisse (Sprüche und Lehrgedichte), 1919
- Späte Ernte (Gedichte), 1930